# Failebo
Der Failebo ist ein osttimoresischer Fluss im Verwaltungsamt Bazartete (Gemeinde Liquiçá). Wie die meisten kleineren Flüsse im Norden Timors fällt auch der Failebo außerhalb der Regenzeit trocken.

## Verlauf
Der Failebo entspringt im Grenzgebiet im Suco Leorema und fließt dann weiter im Grenzgebiet zwischen den Sucos Fahilebo und Fatumasi. Von hier aus folgt der Fluss der Grenze in Richtung Norden und durchquert dann den Suco Motaulun. Von Osten her münden Zuflüsse in den Failebo. Nachdem der Failebo den Ort Mauluto östlich passiert hat, bildet der Fluss die Grenze zwischen Motaulun und Lauhata, seinem Nachbarsuco im Westen. Schließlich erreicht der Failebo die Straße von Ombai.